# Dietmar Meyer
Dietmar Meyer (* 3. Oktober 1954 in Falkensee) ist ein deutscher Ökonom.

## Leben
Er studierte Planung und Analyse (Mathematische Ökonomie) an der Corvinus-Universität Budapest 1979 und erwarb 1984 den Candidatus Scientiarum an der Ungarischen Akademie der Wissenschaften und die Habilitation 2002 an der Universität Debrecen. Er lehrt auf dem Lehrstuhl für Wirtschaftstheorie der Andrássy Universität Budapest.
Seine Forschungsfelder sind Wirtschaftstheorie, Makroökonomie, dynamische Ökonomie, Theorie des Wirtschaftswachstums und der Konjunkturzyklen, Geschichte des Wirtschaftsdenkens, Mathematische Ökonomie und Evolutionsökonomie.

## Schriften (Auswahl)
- als Herausgeber mit Sulo Haderi, Sead Kreso, Abdylmenaf Bexheti und  Heinz-Dieter Wenzel: Transformation in the Light of Theory and Globalization. Bamberg 2008, ISBN 978-3-931052-66-9.
- als Herausgeber mit László Balogh und Heinz-Dieter Wenzel: Analysis of monetary institutions and space. Bamberg 2011, ISBN 978-3-931052-94-2.
- mit Adela Shera: Remittances’ impact on the labor supply and on the deficit of current account. Bamberg 2015, ISBN 978-3-943153-14-9.
- als Herausgeber mit Felix Stübben: Wirtschaftswissenschaft und Wissenschaftsdiplomatie. Festschrift anlässlich des 70. Geburtstages von Prof. em. Dr. Dr. h.c. H.-Dieter Wenzel. Bamberg 2016, ISBN 3-943153-25-8.